# Медовий місяць для сім'ї
Медовий місяць для сім'ї (англ. Family Honeymoon) — американська кінокомедія режисера Клода Біньона 1948 року.

## Сюжет
Холостяк одружується на вдові та її троє дітей приєднуються до їхнього медового місяця.

## У ролях
- Клодетт Колбер — Кеті Армстронг Йорданія
- Фред МакМюррей — Грант Джордан
- Ріта Джонсон — Мінна Фенстер
- Вільям Г. Деніелс — Арч Армстронг
- Жіжі П'єрро — Зоя
- Джиммі Гант — Чарлі
- Пітер Майлз — Ебнер
- Лілліен Бронсон — тітка Джо
- Гетті МакДеніел — Філліс
- Чілл Віллс — Фред